# Freddie Frith

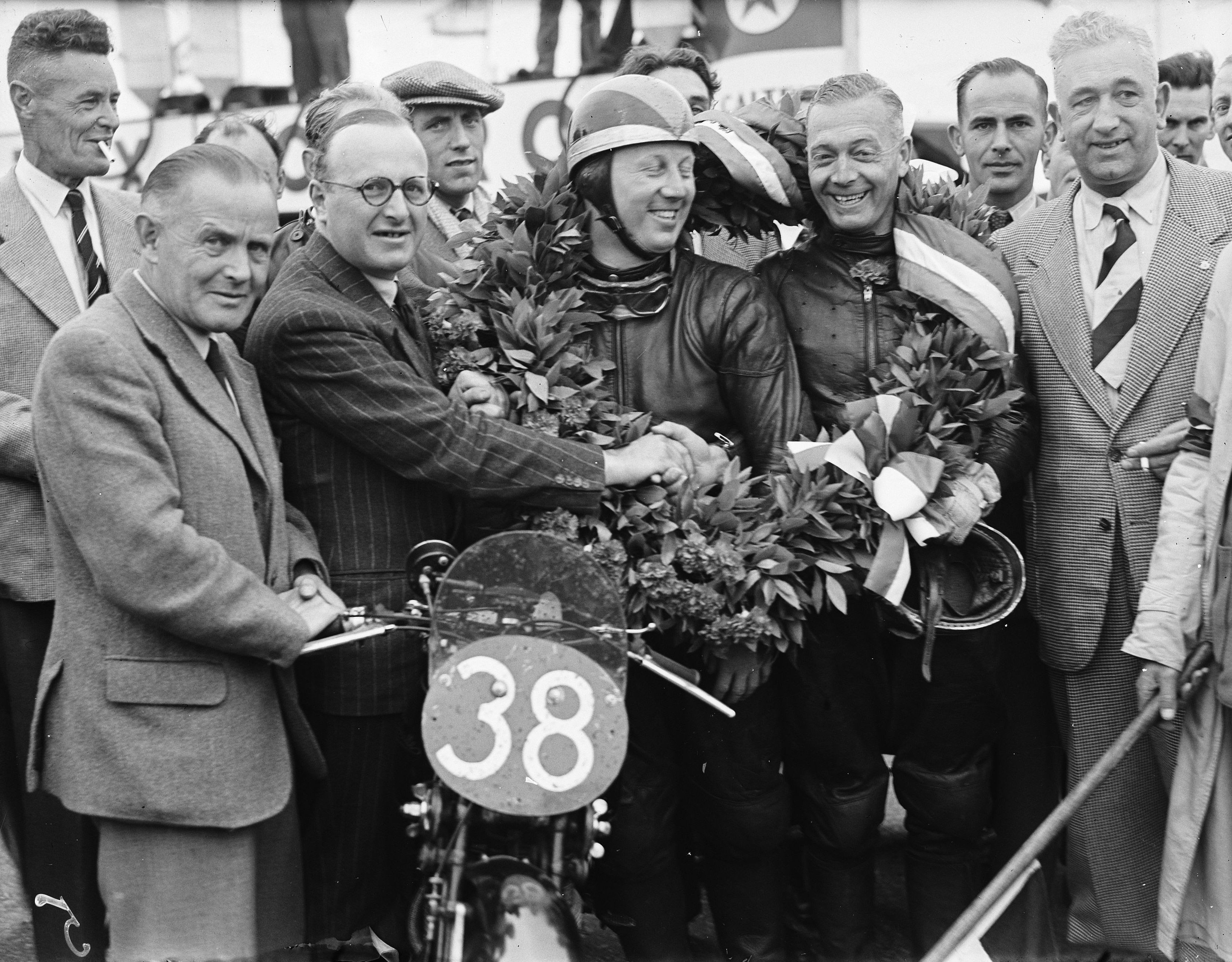
Dutch TT 1948: Frith (2. v. r.) nach dem 350er-Rennen neben dem Sieger Ken Bills

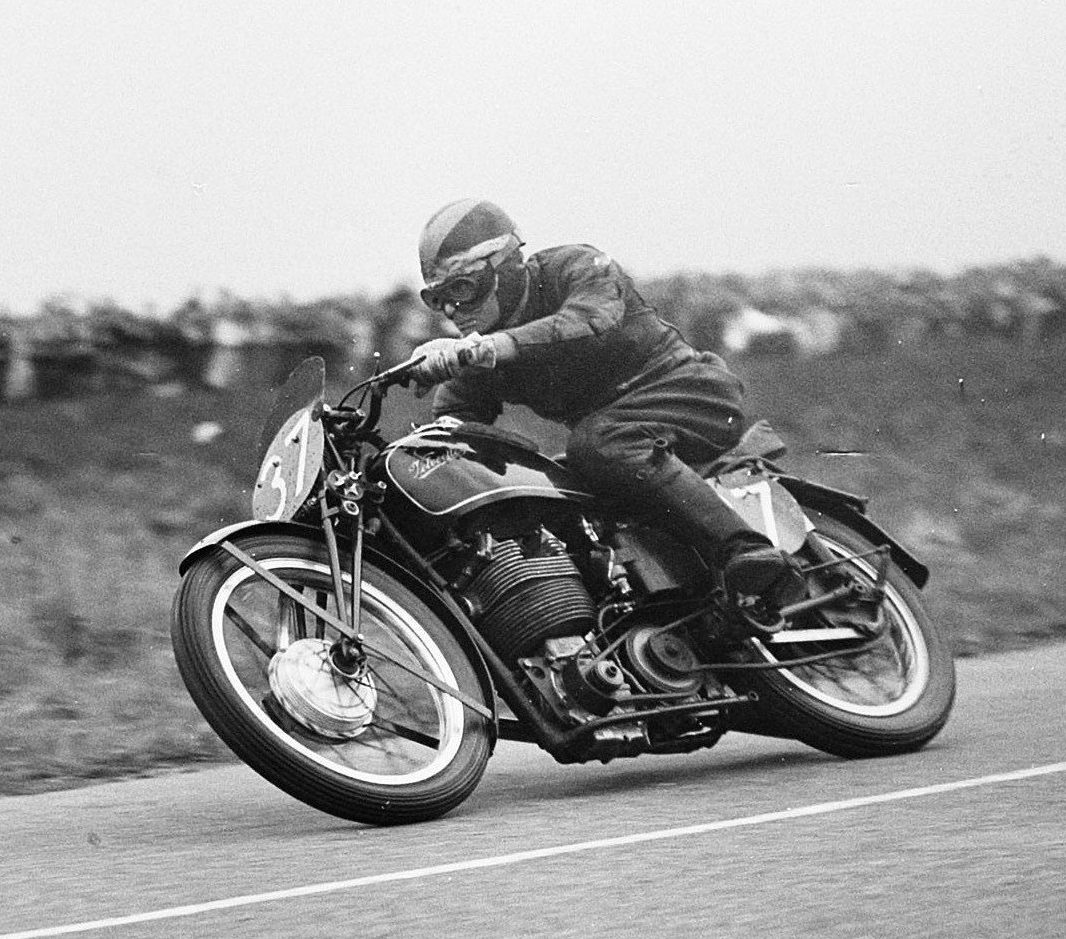
Frith auf 350-cm³-Velocette bei der Dutch TT 1948

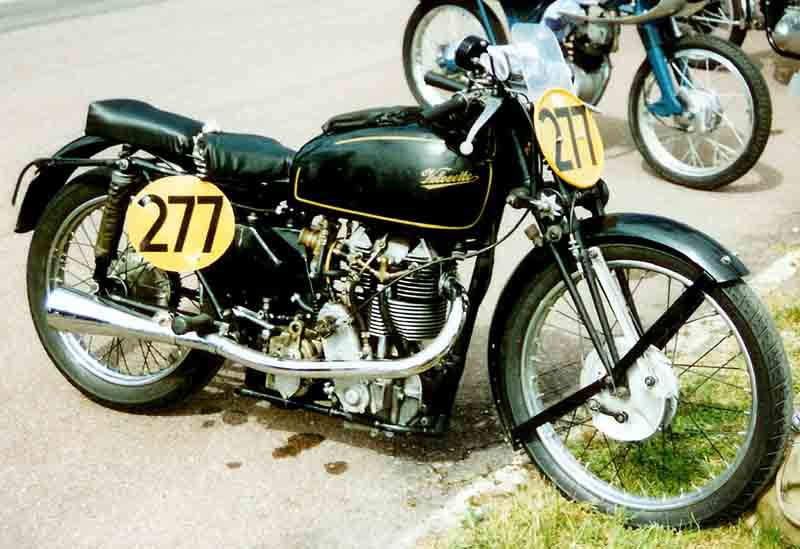
Eine 350er Velocette von 1948 wie sie auch Frith pilotierte.

Frederick Lee „Freddie“ Frith, OBE (auch „Freddy“ Frith; * 30. Mai 1909 in Grimsby, England; † 24. Mai 1988 ebenda) war ein britischer Motorradrennfahrer.
Während seiner aktiven Karriere war Frith für seinen eleganten Fahrstil bekannt. Er gewann zweimal die Europameisterschaft, viermal die Tourist Trophy und wurde 1949 der erste Weltmeister in der 350-cm³-Klasse der Motorrad-Weltmeisterschaft.

## Karriere
Der gelernte Steinmetz Freddie Frith war einer der vielen Rennfahrer, die ihre Motorsportkarriere wegen des Zweiten Weltkriegs unterbrechen mussten, und einer der wenigen, die sowohl vor als auch nach dem Krieg die Tourist Trophy gewinnen konnten. Insgesamt war er bei dem legendären Rennen auf der Isle of Man fünfmal erfolgreich.
Frith gewann im Jahr 1935 den Manx Grand Prix in der Junior-Kategorie und wurde im Senior-Rennen Zweiter. Für die Saison 1936 wurde er als Norton-Werksfahrer verpflichtet. Er gewann das Rennen der Junior TT (350-cm³-Klasse), nachdem sein Teamkollege Jimmie Guthrie, einer der besten Rennfahrer der damaligen Zeit, nach Kettenschaden zurückgefallen war. Beim Senior-TT-Lauf (500-cm³-Klasse) wurde er hinter Guthrie und dem Iren Stanley Woods Dritter. Beim Großen Preis von Deutschland auf dem Sachsenring, bei dem in diesem Jahr die Europameisterschaft ausgefahren wurde, gewann Freddie Frith das 350er-Rennen vor den deutschen NSU-Werksfahrern Oskar Steinbach und Heiner Fleischmann und wurde Europameister.
Im folgenden Jahr gewann Frith die Senior TT, nachdem Jimmie Guthrie mit Motorproblemen ausgefallen war. Eine Runde vor Schluss hatte er noch an zweiter Stelle hinter Stanley Woods gelegen. Seinen letzten Umlauf absolvierte Frith in 25 Minuten und 5 Sekunden, was einer Durchschnittsgeschwindigkeit von 90,27 Meilen pro Stunde entsprach, und war der erste Rennfahrer, der den Kurs mit einer Durchschnittsgeschwindigkeit von über 90 mph umrundete. Außerdem wurde er beim Großen Preis der Schweiz in Bremgarten in den Klassen bis 350 und bis 500 cm³ jeweils hinter seinem Teamkollegen Jimmie Guthrie Vize-Europameister.
Im Zweiten Weltkrieg diente Frith, zusammen mit seinem Rennfahrer-Kollegen John „Crasher“ White, als Fahrlehrer in der Infantry Driving & Maintenance School in Harrogate und später in der D&M School in Keswick.
Nach dem Zweiten Weltkrieg trat Frith wiederum auf der Isle of Man an und konnte 1948, diesmal auf Velocette, erneut das Rennen in der 350-cm³-Klasse gewinnen. 1948 war er außerdem in der 350er-EM, die beim Ulster Grand Prix auf dem Clady Circuit in Nordirland ausgefahren wurde, zum wiederholten Mal siegreich.
Im Jahr 1949 bestritt Freddie Frith auf Velocette die neu geschaffene Motorrad-Weltmeisterschaft. Er gewann in der 350-cm³-Klasse alle fünf Rennen und fuhr dabei jeweils auch die schnellste Rennrunde. Mit 54,5 von 55 zu erreichenden Punkten wurde er überlegen vor Reg Armstrong erster 350er-Weltmeister der Geschichte. Auch die Tourist Trophy konnte er in dieser Klasse wieder gewinnen.
Nach der Saison 1949 beendete Freddie Frith seine Karriere als Rennfahrer.

## Statistik

### Erfolge
- 1936 – 350-cm³-Europameister auf Norton
- 1937 – 350-cm³-Vize-Europameister auf Norton
- 1937 – 500-cm³-Vize-Europameister auf Norton
- 1948 – 350-cm³-Europameister auf Velocette
- 1949 – 350-cm³-Weltmeister auf Velocette
- 5 Grand-Prix-Siege

### Isle-of-Man-TT-Siege
| Jahr | Klasse           | Maschine  | Durchschnittsgeschwindigkeit |
| ---- | ---------------- | --------- | ---------------------------- |
| 1936 | Junior (350 cm³) | Norton    | 80,14 mph (128,97 km/h)      |
| 1937 | Senior (500 cm³) | Norton    | 88,21 mph (141,96 km/h)      |
| 1948 | Junior (350 cm³) | Velocette | 81,59 mph (131,31 km/h)      |
| 1949 | Junior (350 cm³) | Velocette | 83,15 mph (133,82 km/h)      |

### In der Motorrad-Weltmeisterschaft
| Saison | Klasse  | Motorrad  | Rennen | Siege | Podien | Punkte | Ergebnis    |
| ------ | ------- | --------- | ------ | ----- | ------ | ------ | ----------- |
| 1949   | 350 cm³ | Velocette | 5      | 5     | 5      | 33     | Weltmeister |
| 1949   | 500 cm³ | Velocette | 1      | 0     | 0      | 5      | 11.         |
| Gesamt | Gesamt  | Gesamt    | 6      | 5     | 5      | 38     |             |

## Verweise